# Richard Gasquet
Richard Gasquet (Béziers, 18. lipnja 1986.) francuski je tenisač.

## Životopis
Gasquet je počeo trenirati tenis s četiri godine na poticaj oca. Godine 2002. bio je prvi junior svijeta nakon osvajanja Roland Garrosa i US Opena. Iste je godine počeo profesionalnu karijeru, a prvi je ATP turnir osvojio 2005. u Nottinghamu. Ukupno je osvojio 8 ATP naslova. Također je igrao tri finala turnira Masters serije: u Hamburgu 2005. i Torontu 2006. poražen je od Rogera Federera, a u Torontu 2012. od Novaka Đokovića. Osvajač je Roland Garrosa 2004. u mješovitom paru s Tatianom Golovin. Najbolji je pojedinačni rezultat na Grand Slam turnirima ostvario polufinalom Wimbledona 2007. godine.
Treneri su mu Riccardo Piatti (nekadašnji trener Đokovića i Ivana Ljubičića) i Sébastien Grosjean.
S Julienom Benneteauom osvajač je brončane medalje u igri parova na OI 2012. u Londonu.

## Stil igre
Gasqueta smatraju jednim od najtalentiranijih svjetskih tenisača. U ranijem dijelu karijere njegov su tenis uspoređivali s Federerovim. Odlikuje ga velika raznovrsnost igre i dobra prilagodba svim podlogama. Osnovni mu je udarac jednoručni backhand, kojim može odigravati rezane i skraćene lopte i time mijenjati tempo susreta. Slabije su mu strane mentalni pristup i fizička priprema, a u teniskom svijetu prevladava mišljenje da nije u potpunosti iskoristio svoj talent.

## Osvojeni turniri

### Pojedinačno (8 ATP)
| Br. | Datum               | Turnir          | Suparnik u finalu  | Rezultat            |
| 1.  | 13. lipnja 2005.    | Nottingham      | Maksim Mirny       | 6:2, 6:3            |
| 2.  | 19. lipnja 2006.    | Nottingham (2.) | Jonas Björkman     | 6:4, 6:3            |
| 3.  | 10. srpnja 2006.    | Gstaad          | Feliciano López    | 7:6(4), 6:7(3), 6:3 |
| 4.  | 23. listopada 2006. | Lyon            | Marc Gicquel       | 6:3, 6:1            |
| 5.  | 30. rujna 2007.     | Mumbai          | Olivier Rochus     | 6:3, 6:4            |
| 6.  | 22. svibnja 2010.   | Nica            | Fernando Verdasco  | 6:3, 5:7, 7:6(5)    |
| 7.  | 30. rujna 2012.     | Bangkok         | Gilles Simon       | 6:2, 6:1            |
| 8.  | 5. siječnja 2013.   | Doha            | Nikolaj Davydenko  | 3:6, 7:6(4), 6:3    |
| 9.  | 10. veljače 2013.   | Montpellier     | Benoît Paire       | 6:2, 6:3            |
| 10. | 20. listopada 2013. | Moskva          | Mihail Kukuškin    | 4:6, 6:4, 6:4       |
| 11. | 8. veljače 2015.    | Montpellier     | Jerzy Janowicz     | 3:0 (predaja)       |
| 12. | 3. svibnja 2015.    | Estoril         | Nick Kyrgios       | 6:3, 6:2            |
| 13. | 7. veljače 2016.    | Montpellier     | Paul-Henri Mathieu | 7:5, 6:4            |
| 14. | 23. listopada 2016. | Antwerp         | Diego Schwartzman  | 7:6(4), 6:1         |

## Rezultati na Grand Slam turnirima
| Grand Slam      | 2002. | 2003. | 2004. | 2005. | 2006. | 2007. | 2008. | 2009. | 2010. | 2011. | 2012. | 2013. | 2014. | 2015. | 2016. |
| --------------- | ----- | ----- | ----- | ----- | ----- | ----- | ----- | ----- | ----- | ----- | ----- | ----- | ----- | ----- | ----- |
| Australian Open | -     | 1k    | 1k    | -     | 1k    | 4k    | 4k    | 3k    | 1k    | 3k    | 4k    | 4k    | 3k    | 3k    | -     |
| Roland Garros   | 1k    | 1k    | 1k    | 3k    | 2k    | 2k    | -     | -     | 1k    | 4k    | 4k    | 4k    | 3k    | 4k    | 1/4F  |
| Wimbledon       | -     | -     | 1k    | 4k    | 1k    | 1/2F  | 4k    | -     | -     | 4k    | 4k    | 3k    | 2k    | 1/2F  | 4k    |
| US Open         | -     | -     | -     | 4k    | 4k    | 2k    | 1k    | 1k    | 4k    | 2k    | 4k    | 1/2F  | 3k    | 1/4F  | 4k    |

## Plasman na ATP ljestvici na kraju sezone
| 2002. | 2003. | 2004. | 2005. | 2006. | 2007. | 2008. | 2009. | 2010. | 2011. | 2012. | 2013. |
| ----- | ----- | ----- | ----- | ----- | ----- | ----- | ----- | ----- | ----- | ----- | ----- |
| 161.  | 93.   | 107.  | 16.   | 18.   | 8.    | 24.   | 52.   | 30.   | 19.   | 10.   |       |

## Vanjske poveznice
- Službena stranica (fr.)(engl.)
- Profil na stranici ATP Toura (engl.)